# Peștera (gmina)
Peștera – gmina w Rumunii, w okręgu Konstanca. Obejmuje miejscowości Peștera, Ivrinezu Mare, Ivrinezu Mic, Izvoru Mare i Veteranu. W 2011 roku liczyła 3307 mieszkańców.